# ياسين بن زين الحمصي

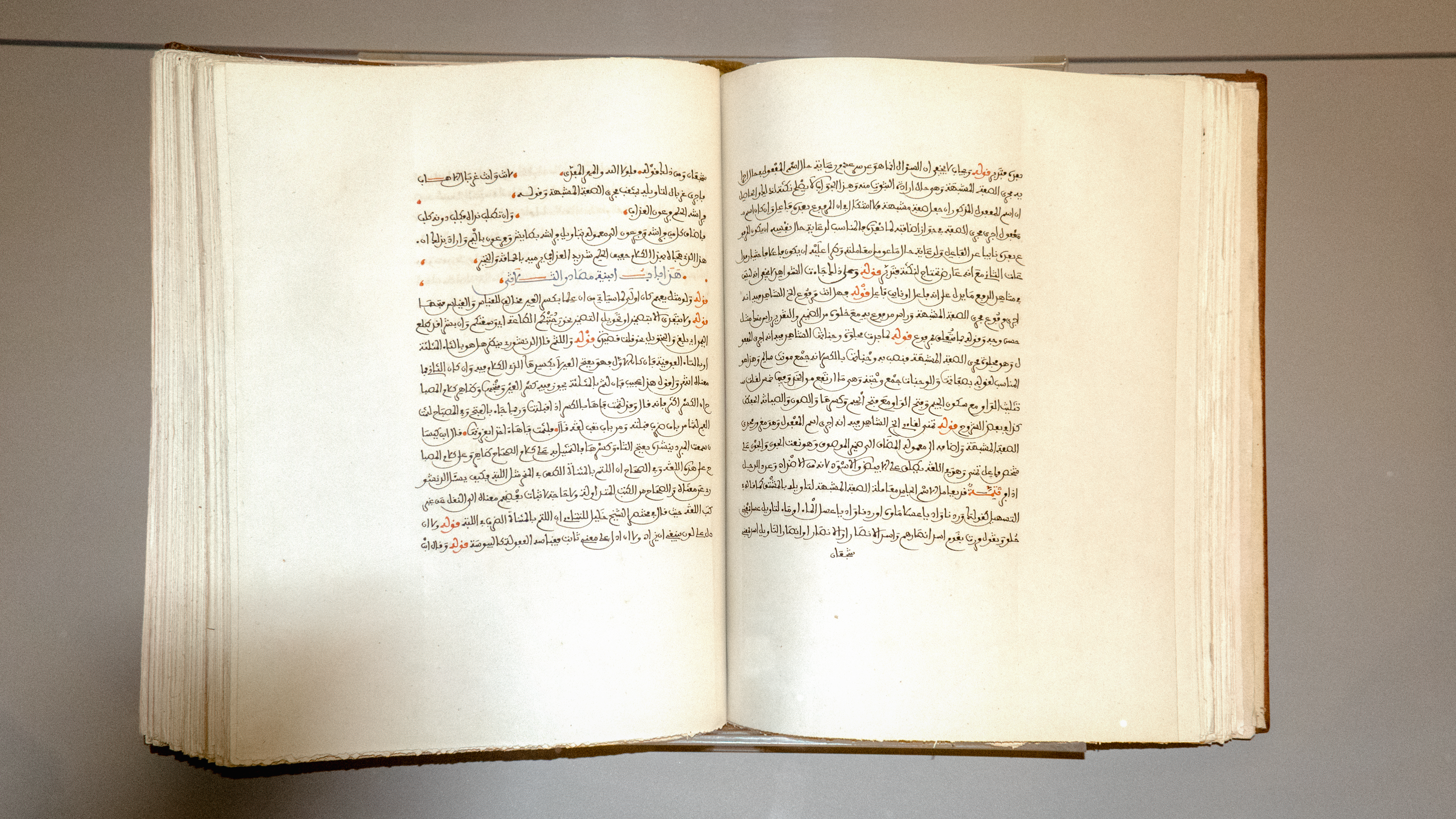
مخطوط لأحد مؤلفاته "الحاشية الجزء الثاني، النحو و الصرف، محفوظة في متحف الخط الإسلامي بتلمسان.

ياسين بن زين الدين بن أبي بكر بن عُلَيم الحمصي (؟ - 1061هـ/1651م)، ويُعرَف بالعليمي. هو لغويٌ ونحويٌ شاميٌ من حمص، ومن أبرز علماء عصره في اللغة والنحو، يَعُدُّه مُؤَرِّخو النحو العربي من نحاة مصر وبلاد الشام.

## حياته
ولِدَ ياسين بن زين الدين بن أبي بكر في مدينة حمص، وانتقل بعد ذلك في صغره إلى مصر بصحبة أبيه، فنشأ في القاهرة وتلقى العلم هناك، تتلمذ ياسين الحمصي على يدِ عددٍ من العلماء والشيوخ في القاهرة منهم شهاب الدين الغنيمي وعبد الله بن عبد الرحمن الدنوشري. تعمَّق ياسين في دراسة النحو وعلوم اللغة، حتى صار شيخ عصره في علوم اللغة العربية، وصفه محمد بن فضل الله المحبي في «خلاصة الأثر»: «كان ذكياً حسن الفهم وبرع في العلوم العقلية [...] لازمه أعيان عصره، وحظي كثيراً وشاع ذكره وبُعد صيته، وكان مطبوعاً على الحُلم والتواضع، وله مال جزيل وأنعام كثيرة على طلبة العلم وكلمة مسموعة». لم يكتفِ ياسين الحمصي بدراسة العلوم اللغوية، وعكف على دراسة علوم مختلفة وألَّف فيها. من أشهر مؤلفاته تعليقه المشهور على حاشية التصريح لخالد الأزهري. تُوفِّي ياسين بن زين الدين الحمصي في الواحد والعشرين من شعبان سنة 1061 بمدينة القاهرة، وخلَّف وراءه عدد من المؤلفات في النحو والبلاغة والفقه والعقيدة.

## مؤلفاته
تُنسَب إليه المؤلفات التالية:
| - «حاشية على ألفية ابن مالك». - «تعليق ياسين الحمصي على حاشية الأزهري للتصريح». - «حاشية على شرح ابن هشام لمتنه قطر الندى وبل الصدى». - «حاشية على شرح التلخيص المختصر لابن السعد التفتازاني». - «حاشية على شرح عصام الدين الاسفراييني على السمرقندية في الاستعارات». | - «حاشية على متن القطر وشرحه للفاكهي». - «حاشية على فتح الرحمن شرح لقطة العجلان». - «حاشية على شرح السنوسي، على صغراه» (في التوحيد). - «حاشية على التصريح شرح التوضيح». - «شرح لامية ابن الوردي». |